# Mónica Chuji
Mónica Patricia Chuji Gualinga (Comunitat Sarayaku, província de Pastaza, 30 d'octubre de 1973) és una dirigent indígena equatoriana, defensora dels drets humans.
Filla de pare shuar i mare kichwa, va llicenciar-se en comunicació social i posteriorment va cursar un postgrau en Drets Humans i Ciències Ambientals per la Universitat de Deusto. És una de les dirigents indígenes més coneguda a Equador, referent en la participació de les dones indígenes en la vida política i pública del país, "que va en augment però encara és escassa".
Ha escrit diversos llibres i articles relacionats amb idiomes ancestrals, seguretat social, interculturalitat, educació intercultural bilingüe, drets col·lectius o mitjans de comunicació de les nacionalitats i pobles.